# Dolnje Cerovo
Dolnje Cerovo – wieś w Słowenii, w gminie Brda. W 2018 roku liczyła 132 mieszkańców.